# Lopheuthymia brunneri
Lopheuthymia brunneri är en insektsart som först beskrevs av Pierre Adrien Prosper Finot 1903.  Lopheuthymia brunneri ingår i släktet Lopheuthymia och familjen gräshoppor. Inga underarter finns listade i Catalogue of Life.